# Hrubý Rohozec (zámek)
Hrubý Rohozec (německy Großrohosetz) je hrad přestavěný na zámek ve stejnojmenné městské části na severozápadním okraji města Turnova. Zámek je od roku 2002 chráněn jako národní kulturní památka, kterou spravuje Národní památkový ústav, a je přístupný veřejnosti.

## Historie

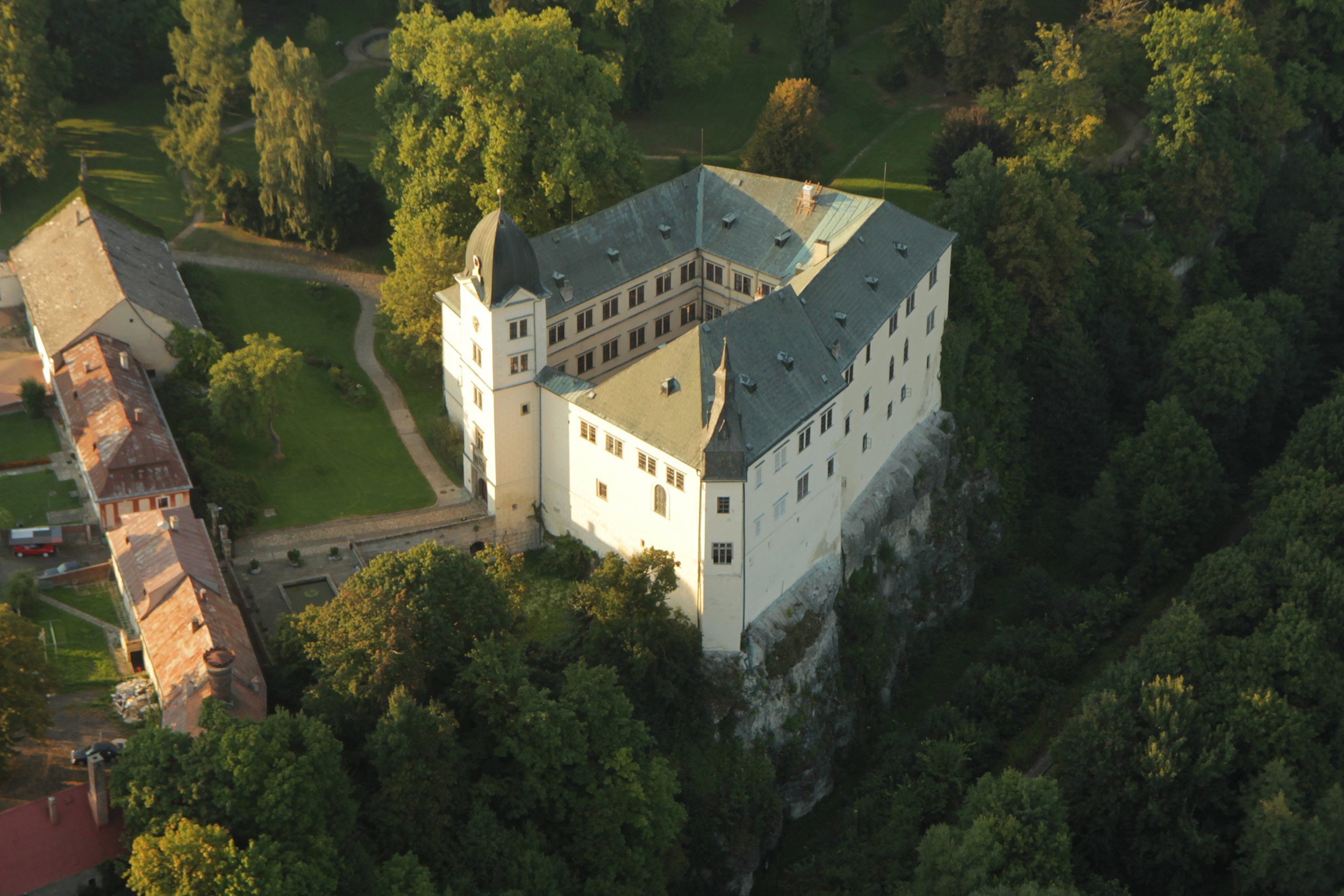
Letecký snímek Rohozce s parkem

Hrad Rohozec byl založen kolem roku 1280 zřejmě Jaroslavem z Ralska a jeho synem Havlem Rybou z Lemberka z rodu Markvarticů. Od sedmdesátých let 14. století hrad náležel Markvartovi z Vartenberka, který napadal kvůli osobním sporům lužické sousedy. To vzbudilo nevoli krále Václava IV. Ten jeho hrady (Žleby, Zbiroh, Rohozec) obsadil, Markvarta uvěznil a majetek mu zabavil. Královské komoře hrad patřil do roku 1422, kdy ho získali páni z Michalovic. Za husitských válek byl majitelem Jan Kruhlata z Michalovic, který jako katolík podporoval krále Zikmunda proti husitům. Jan Žižka Turnov zapálil roku 1424, ale o osudu Rohozce samého tehdy zprávy nejsou.

### Přestavba hradu na zámek
Od roku 1468 vlastnil hrad Jan Tovačovský z Cimburka, po něm ho zdědila jeho ovdovělá manželka Johanka z Krajku, známá svojí podporou Jednoty bratrské. Johanka zahájila roku 1506 přestavbu, v níž pokračovali Jan ze Šelmberka a Kunrát Krajíř z Krajku. Roku 1516 získal hrad dnešní půdorys.
Od roku 1534 vlastnili hrad opět Vartenberkové. Karel z Vartenberka přeměnil hrad celkovým zvýšením a dílčími přestavbami na zámek. Východní křídlo bylo prolomeno otevřenou arkádou, zámecká průčelí získala sgrafitovou výzdobu a stará gotická věž byla včleněna do východního paláce.

### Sedmnácté století
Po porážce českých vojsk na Bílé hoře připadl zámek Albrechtu z Valdštejna. Ten daroval Rohozec svému válečníkovi Mikuláši Desfoursovi z původně francouzského šlechtického rodu Desfoursů. Za vlastnictví rodu Desfoursů dostal Rohozec přídomek Hrubý (tj. Velký), na rozlišení od blízkého statku a vsi Malý Rohozec. Mikulášův syn Albrecht Maxmilián začal roku 1675 s barokní přestavbou zámku. Do jižního paláce byla vestavěna raně barokní kaple probíhající dvěma patry budovy.

### Klasicistní a empírové úpravy
Desfoursové dali v 19. století zámku dnešní podobu. Počátkem století byly odstraněny dřevěné pavlače v druhém patře a nahrazeny vnitřní komunikací. Došlo k zazdění arkád a nejvyšší patro východní věže bylo sneseno. Jídelna byla vybavena novogoticky. Na pracích se po roce 1822 podílel především český architekt Jan Filip Joendl, který také zámek opatřil klasicistními omítkami. Romantické prvky zasáhly především interiéry zámku.

### Novodobé dějiny
Šlechtický rod Desfoursů vlastnil zámek až do roku 1946, kdy byl vyvlastněn státem na základě Benešových dekretů. Jeho posledním soukromým majitelem byl Karel Des Fours Walderode (1904–2000), kterému bylo v roce 1947 vráceno československé občanství, ale majetek již nikoliv, protože z Československa emigroval po únoru 1948. Po sametové revoluci se Karel Des Fours Walderode do Československa vrátil, opět mu bylo vráceno československé občanství a zahájil snahu o restituci majetku, který mu byl v roce 1946 vyvlastněn, včetně zámku Hrubý Rohozec. Snahy o restituci vedly k dlouhodobým soudním sporům, ve kterých od smrti Karla Des Four Walderode v roce 2000 pokračuje jeho manželka Johanna Kammerlanderová. V červnu 2019 potvrdil odvolací soud restituční nároky rodu Des Fours Walderode na zámek Hrubý Rohozec. Dne 9. prosince 2021 Okresní soud v Semilech nárok příbuzných Karla des Fours Walderodeho na základě rozhodnutí Nejvyššího soudu nepravomocně zamítl. Po rozhodnutí Ústavního soudu bude zámek navrácen dědičce posledního majitele Johanně Kammerlanderové.

## Stavební podoba
Hrubý Rohozec byl postaven nad pravým břehem Jizery. Podle obytné věže bývá řazen mezi hrady donjonového typu, ale díky existenci severní věže může být uváděn i mezi hrady bergfritového typu. Po pozdněgotické přestavbě hrad získal charakter blokové dispozice.

### Hrad

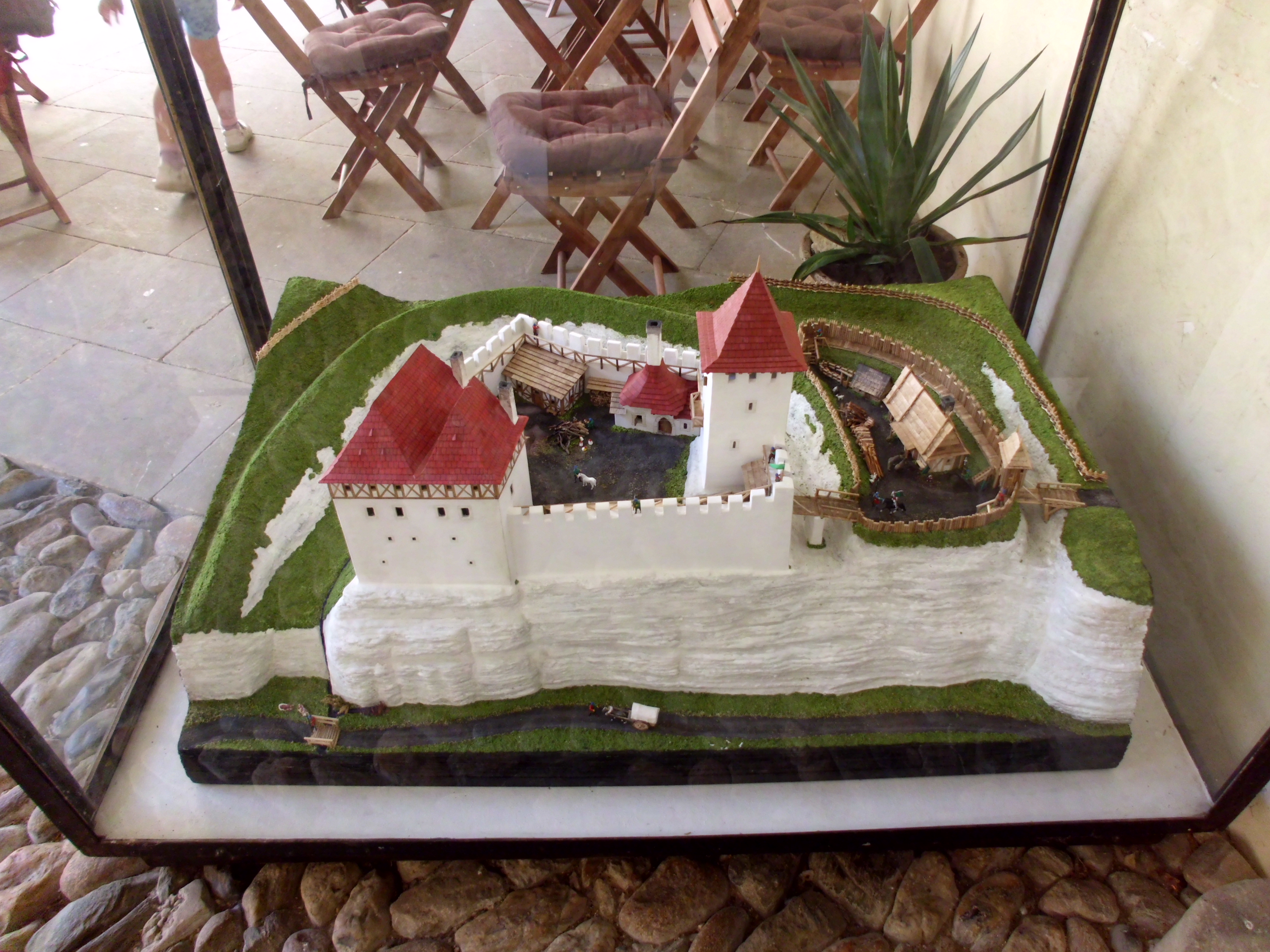
Model podoby hradu ve 14. století

Původní hrad byl dvojdílný, ale předhradí neznámé podoby zaniklo při parkových úpravách. Dominantami hradního jádra s přibližně lichoběžníkovým půdorysem byly dvě věže. Uprostřed severní strany bývala čtverhranná věž, která pravděpodobně plnila funkci bergfritu, a v jihovýchodním nároží stál obytný donjon, v jehož přízemí se nachází tři místnosti. Při úpravě hradu na zámek byly obě věže sníženy a dochovaly ve hmotě zámeckého zdiva. Z nejstarší stavební fáze pochází také vnější zeď dochovaného západního křídla zámku.
Okolo roku 1500 proběhla pozdněgotická přestavba hradu, během níž bylo postaveno východní palácové křídlo. Stará brána u paty severní věže proto musela být přeložena na jižní stranu. Ve druhém desetiletí 16. století byla vyrovnána plocha nádvoří, vybudován palác podél západní hradby a nad vstupní bránou vyrostla štíhlá čtverhranná věž vystupující z obrysu jádra. Nad portálem se nachází heraldická deska s erby Krajířů a Šelmberků. Rok dokončení věže dokládá letopočet 1516 pavlači na nádvorní straně.

### Zámek

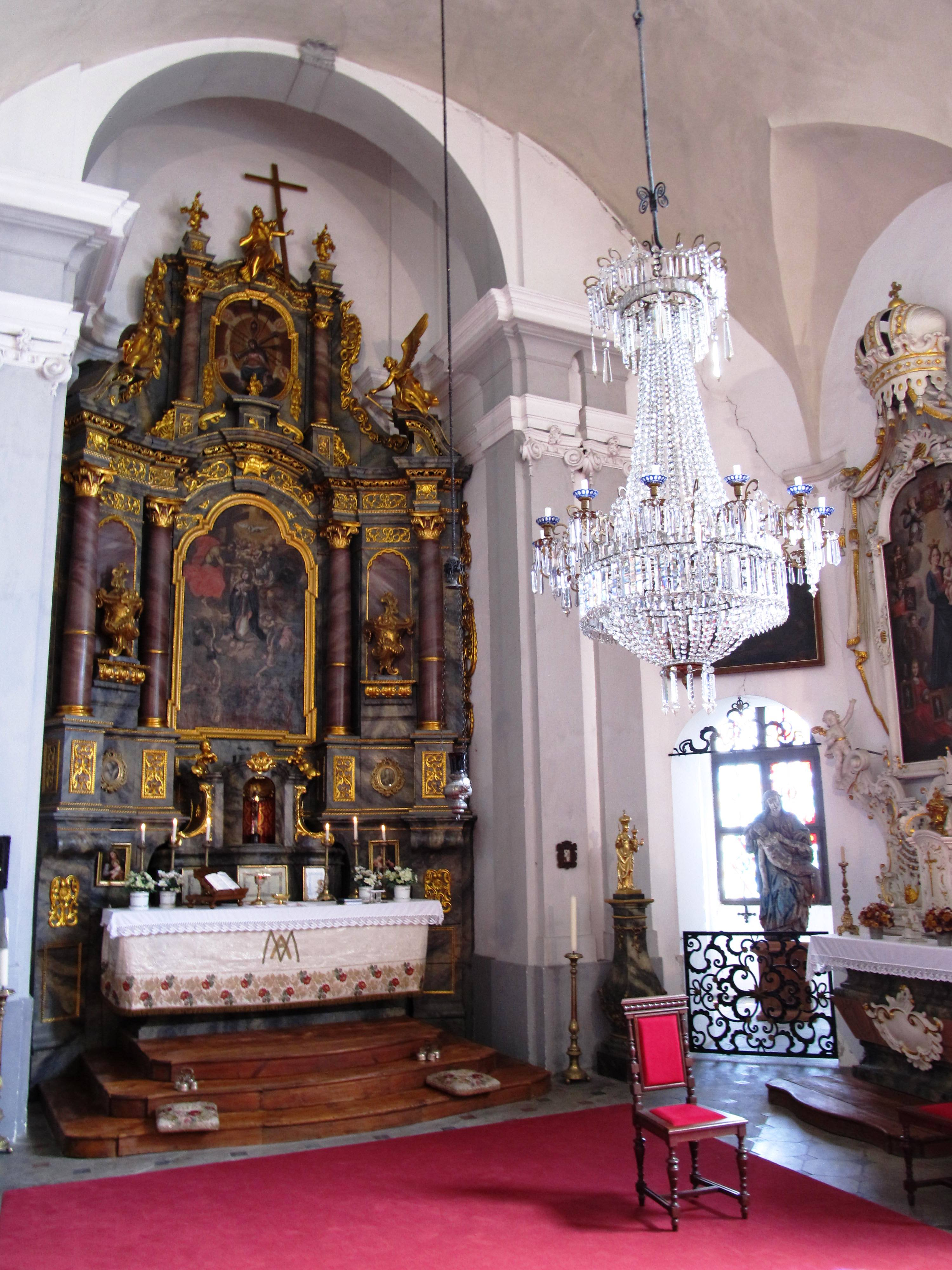
Kaple Nejsvětější Trojice

Portál vstupní věže, již prochází návštěvník do nádvoří, je renesanční. Na nádvoří je ve zdi náhrobní deska Albrechta Maxmiliána Des Fours. Zámecké interiéry si uchovaly původní vzhled z doby, kdy sloužily jako reprezentační a obytné místnosti hraběte Mikuláše Vladimíra Des Fours Walderode a jeho rodiny.

### Kaple Nejsvětější Trojice
Barokní kaple Nejsvětější Trojice vysvěcená roku 1675 přestavěná z části ještě gotického hradního paláce má oltář s obrazem Korunování Panny Marie; přiléhající arkýřovitý výklenek má sklípkovou klenbu. Dvoupatrová kruchta nese varhany z poloviny 18. století. Vedle prohlídek je dnes kaple využívaná také ke koncertům a svatebním obřadům.

## Prohlídky zámku
| Rok  | Počet návštěvníků |
| ---- | ----------------- |
| 2015 | 22 799            |
| 2016 | 27 612            |
| 2017 | 26 003            |

Zámek je veřejnosti přístupný v obvyklých otevíracích dobách českých hradů a zámků. Návštěvníci mají možnost vybrat si ze dvou prohlídkových okruhů:
I. okruhkaple Nejsvětější Trojice, předkaplí, sakristie, malá knihovna, velká knihovna, jídelna, zelený salon, apartmá hraběte (pracovna, lovecký salon, ložnice), lovecká chodba s náhledem na dobovou toaletu, apartmá hraběnky (salon a ložnice), předpokoj a hlavní schodiště
II. okruhstředověké sklepení, hlavní schodiště, hala nad schodištěm, malá chodba, dětská herna, dětská ložnice, pokoj guvernantky, pokoj pokojské, hostinský pokoj pro služebnictvo, pokoj u platanu, spojovací chodba, pokoj hraběnky Augusty Gabriely, pokoj hraběnky Marie Immaculaty, klenutý pokoj, modrý salon, zelený pokoj, ložnice pro hosty, velká chodba, pokoj hraběte Karla Bedřicha, biliárový pokoj, chodba k oratoři a oratoř

## Zámek ve filmu
Na zámku se natáčelo několik filmů:
- Vrah skrývá tvář (1966, budova archivu a ordinace, několik scén na nádvoří s balkonem)[14][15]
- Tajemství hradu v Karpatech (1981, interiéry)[16][17]
- Tři princezny (2024, režie Tomáš Pavlíček)

## Okolí zámku
Součástí zámeckého areálu je menší přírodně-krajinářský park s kamenickými pracemi z období romantismu. Na park navazuje Zámecká stezka, která vede do hradního příkopu. Odtud je dobře zřetelná mohutná skála, na níž zámek stojí.
Zámecká stezka vede dále k Jizeře, odkud se lze přírodními partiemi kolem Dlaskova statku v Dolánkách a parkovými cestami údolím Jizery dostat až na náměstí Českého ráje v Turnově.